# Slovenska vas (Šentrupert, Slovenija)
Slovenska vas je naselje u slovenskoj Općini Šentrupertu. Slovenska vas se nalazi u pokrajini Dolenjskoj i statističkoj regiji Jugoistočnoj Sloveniji. 

## Stanovništvo
Prema popisu stanovništva iz 2002. godine naselje je imalo 136 stanovnika.